# 雅泰
雅泰（？—1655年），清朝大臣，觉尔察氏，满洲正蓝旗人。
世袭骑都尉出身，顺治八年（1651年）七月，以吏部尚书授为国史院大学士，七月降职，九月，授为礼部尚书。十二年（1655年），雅泰在军中去世，谥号忠襄。